# Can Mariano
Can Mariano és una masia de Breda (Selva) inclosa a l'Inventari del Patrimoni Arquitectònic de Catalunya.

## Descripció
Masia aïllada i actualment convertida en restaurant.
Consta de tres cossos i té una coberta a doble vessant. Consta de planta baixa i pis. Façana arrebossada i pintada de color groc, amb alguns detalls de fulles pintades de color verd, al voltant de la porta principal i d'algunes finestres. Destaca una finestra de la façana principal amb llinda de pedra i una inscripció: 1726. Al cos de l'esquerra hi ha una finestra amb forja on hi apareix: "any 1902 M.A.M." A la dreta, a més, trobem un pou de pedra.
El restaurant es troba envoltat de jardí i té places d'aparcament.

## Història
L'antic propietari de la casa era Antoni Ayma Planes, actualment la propietària és Maria Teresa Riera Ayma, i els actuals inquilins ara hi tenen un restaurant.